# Familie verpflichtet
Familie verpflichtet (lett. "Obbligo di famiglia") è un film del 2015 diretto da Hanno Olderdissen. Fu presentato in anteprima al Filmfest Hamburg. Venne trasmesso per la prima volta in televisione sulla rete regionale NDR Fernsehen il 5 novembre 2015; fu poi mandato in onda da Das Erste il 14 aprile 2021, raccogliendo un totale di 4,24 milioni di telespettatori.

## Trama
David e Khaled, i due protagonisti della storia, sono una coppia omosessuale arabo-ebraica di Hannover che deve imparare a imporsi sulle aspettative dei genitori: vorrebbero sposarsi e vivere una vita libera e autodeterminata ma sono stretti nella morsa tradizionalista delle loro famiglie.
Da un lato quella di Khaled con un padre profondamente omofobo, che non sa nulla dell’omosessualità  del figlio ma non è affatto antisemita e ricorda con nostalgia il tempo in cui musulmani ed ebrei vivevano in pace nella stessa terra. Dall’altro lato la famiglia di David con una madre molto presente e ossessiva che non è affatto omofoba ma è piena di pregiudizi nei confronti dei musulmani. La svolta narrativa della storia è una nottata di bagordi in cui David, sotto i fumi dell’alcol e delle droghe, ha un rapporto sessuale con una donna molto giovane e concepisce un bambino. Bambino che poi diventerà il figlio di Khaled e David.

## Accoglienza
Il Lexikon des internationalen Films, valutando negativamente il film lo recensì come "Commedia (televisiva) carica di cliché che cerca di creare umorismo dallo scontro di sensibilità e pregiudizi con poca immaginazione".
Su Tittelbach.tv, invece, il critico Tilmann P. Gangloff assegnò al film un punteggio di quattro stelle su sei, definendolo "una commedia originale, ben recitata ed estremamente godibile" e aggiungendo che "la storia non risulta sovraccarica nonostante i numerosi intrecci". Oliver Armknecht su film-rezensionen.de vi attribuì un voto di cinque su dieci, sostenendo che "Troppo spesso manca il mordente necessario o il coraggio di provare qualcosa di nuovo" e definendo il prodotto "simpatico, ma privo di fantasia".